# Sticky Fingers
Sticky Fingers é o décimo-primeiro álbum de estúdio na Discografia Americana, e o nono na Discografia Britânica da banda de rock inglesa The Rolling Stones, lançado no Reino Unido no dia 23 de abril e nos Estados Unidos no dia 30 de abril de 1971. Este álbum está na lista dos 200 álbuns definitivos no Rock and Roll Hall of Fame
Foi o primeiro álbum do quinteto inglês a alcançar três milhões de cópias vendidas apenas nos Estados Unidos. É o primeiro lançamento da banda em seu recém-criado rótulo Rolling Stones Records, depois de terem sido contratados desde 1963 da Decca Records no Reino Unido e da London Records nos Estados Unidos. É o primeiro álbum dos Rolling Stones em que o guitarrista Mick Taylor, substituto de Brian Jones, morto em 1969, toca do começo ao fim. É também o primeiro disco dos Stones onde aparece o conhecido logotipo da língua.
Em 2001, a rede de TV VH1 colocou Sticky Fingers no número # 46 em seu estudo dos melhores álbuns. Em 2003, Sticky Fingers foi classificado na 63º posição na lista dos 500 melhores álbuns de todos os tempos, da revista Rolling Stone.

## História
Apesar das sessões para Sticky Fingers terem começado em março de 1970, eles tinham feito algumas gravações antes, no Muscle Shoals Studios, Alabama, em dezembro de 1969 e "Sister Morphine", que foi cortada durante sessões de Let It Bleed, em março daquele ano, foi reajustada para este álbum. Grande parte da gravação para Sticky Fingers foi efetuada no estúdio móvel dos Rolling Stones em Stargroves durante o verão e o outono de 1970. As primeiras versões de algumas canções que aparecem no álbum posterior, Exile on Main St., também foram feitas durante essas sessões.  Foi produzido por Jimmy Miller e os engenheiros de som foram Glyn Johns, Andy Johns, Jimmy Johnson e Chris Kimsey.
Com o fim da sua associação com a Decca e a London Records, os Rolling Stones estavam finalmente livres para lançar seus álbuns (e capas) como quisessem. No entanto, o ex-gerente Allen Klein (que assumiu o lugar de Andrew Loog Oldham em 1965, para que Oldham pudesse se concentrar apenas na produção da banda), alertou-os sobre o contrato que haviam assinado anos antes. Foi um grande golpe quando descobriram que tinham assinado inadvertidamente um contrato que dava plenos poderes à Klein e ABKCO sobre os seus direitos autorais de toda a década de 1960, ou seja, todos os seus materiais a partir de 1963, "Come On", até 1969, Get Yer Ya-Ya's Out!. Get Yer Ya-Ya's Out! - The Rolling Stones in Concert foi lançado pela ABKCO Records. A banda ficaria furiosa com Klein, durante décadas por conta da traição.
Quando a Decca informou que o The Rolling Stones lhe devia mais um single, eles insolentemente apresentaram uma faixa chamada "Cocksucker Blues", certos de que ela seria recusada. Em vez disso, a Decca lançou como single, "Street Fighting Man", do álbum Beggars Banquet, que havia saído dois anos antes, enquanto Allen Klein teria a propriedade sobre os direitos autorais de "Brown Sugar" e "Wild Horses".
Sticky Fingers é o terceiro de quatro LPs de estúdio dos Stones que são geralmente considerados suas maiores realizações artísticas e uma das maiores obras-primas do rock. Os outros três álbuns são Beggars Banquet (1968), Let It Bleed (1969), e Exile on Main Street(1972).
Sticky Fingers sempre é citado quando são feitas listas dos melhores álbuns. Em 2003, foi listado como # 63 na a lista dos 500 Maiores Álbuns de Todos os Tempos, da revista Rolling Stone. O álbum foi # 46 na lista dos melhores álbuns de todos os tempos da rede de televisão VH1. O álbum também é destaque no livro 1001 Albums You Must Hear Before You Die.
No Brasil, o disco foi lançado sem a música "Sister Morphine" e nenhuma outra foi adicionada em seu lugar. O lado B, portanto, apresentava apenas quatro faixas. Isso foi corrigido no relançamento do disco em 1976.

## Capa
A obra de arte para Sticky Fingers, que possui um zíper que se abre para revelar um homem em cuecas de algodão foi concebida pelo artista pop americano Andy Warhol, fotografada por Billy Name e projetada por John Pasche. A capa, uma foto da virilha do modelo Joe Dallesandro vestindo uma de calça jeans apertada, escondendo um pênis supostamente ereto, foi assumida por muitos fãs como sendo uma imagem de Mick Jagger, porém as pessoas realmente envolvidas no momento da sessão de fotos revelaram que vários homens diferentes foram fotografados (Jagger não estava entre eles) e nunca revelaram qual foi usada. Entre os candidatos, Jed Johnson, amante de Warhol, negou-se a lançar sua imagem (ele morreu em 1996, a bordo do voo 800 da TWA), embora seu irmão gêmeo Jay tenha sido uma possibilidade.
Após os varejistas se queixarem que o zíper estava causando danos ao vinil, este foi transferido ligeiramente para o centro do disco, onde os danos seriam minimizados. O álbum apresenta o primeiro uso do "Tongue and Lip Design", desenhado por John Pasche.
A capa do disco Like a Prayer, da cantora americana Madonna, lançado em 1989, foi inspirada na capa de Sticky Fingers.
Em 2003, a rede de televisão VH1 nomeou Sticky Fingers como a melhor capa de disco de todos os tempos.

### Capas Alternativas
Na Espanha, a capa original foi substituída por uma fotografia que mostrava três dedos de uma mão feminina saindo de uma lata com líquido preto. Além da capa modificada, na versão espanhola "Sister Morphine" foi substituída pela composição de Chuck Berry, "Let it Rock".
Em 1992, o lançamento do LP na Rússia apresentou uma capa semelhante a original, a fotografia de uma calça jeans, aparentemente feminina com uma foice e um martelo gravados em uma fivela de cinto em forma de estrela.

## Citações
Sobre o título do álbum Keith Richards disse em 1971: "Sticky Fingers nunca foi para ser o título. Apenas demos esse título enquanto estávamos trabalhando nele". E sobre a faixa "Moonlight Mile", Keith disse no mesmo ano: "A única coisa que não tenho nada a ver em Sticky Fingers é em "Moonlight Mile", pois não estava lá quando a gravaram".
Sobre as gravações Charlie Watts afirmou em 2003: "Durante a turnê pelos Estados Unidos, nós fomos para o Alabama e tocamos no Muscle Shoals Studios. Foi uma semana fantástica. Gravamos faixas bem legais que apareceram em Sticky Fingers, como "You Gotta Move", "Brown Sugar" e "Wild Horses" - e nós as fizemos sem Jimmy Miller. Funcionou bem: É uma das coisas de Keith, que sempre gosta de gravar quando ainda está no meio da turnê, pois você esta em boa forma. O Muscle Shoals era muito especial. Um ótimo estúdio para se trabalhar". E sobre a utilização de metais no disco ele disse no mesmo ano: "Sticky Fingers foi a primeira vez em que usamos metais - influência de pessoas como Otis Redding, James Brown e também, Delaney and Bonnie, com quem Bobby Keys e Jim Price tocaram. Foi para dar uma maior dimensão, um coloração diferente".
Sobre "Dead Flowers", Mick Jagger disse em 1971: "Já estava toda escrita antes de gravá-la. Já tocava milhares de vezes em casa".
Perguntado sobre a canção sobre "Bitch", Mick Jagger disse em 1993: "Nós gravamos as bases no Olympic, porém os metais e os overdubbs foram feitos em Stargroves, onde Led Zeppelin e The Who gravariam tempos depois".
Sobre "Brown Sugar", Mick Jagger disse em 1994: "Já escrevi riffs que as pessoas pensam que são do Keith. Este foi o primeiro que fiz".
Sobre "Wild Horses", Mick afirmou em 1995: "Isso foi uma melodia de Keith. Ele escreveu a frase Wild Horses e eu escrevi o resto. Gosto dela. É um exemplo de canção pop". E sobre "Sister Morphine", ele afirmou no mesmo ano: "Marianne Faithfull escreveu algumas linhas. Ela sempre reclama que não conseguiu grana com ela. Cousin Cocaine... foi tudo o que ela escreveu".
Sobre "Can't You Hear Me Knocking", Mick Taylor afirmou em 1979: "É uma de minhas favoritas... a jam no fim aconteceu por acidente, nunca foi planejada. Perto do fim da música, eu senti que era para continuar. Todos já estavam abaixando seus instrumentos, mas o tape ainda estava rolando e soou bem, então todos pegaram de novo as coisas e continuaram a tocar".
Sobre Sway, Mick Taylor disse em 1995: "Você precisa de duas guitarras para tocar essa, pois precisa de uma guitarra em afinação aberta fazendo o dah-dum-dah-da. Na verdade foi Mick Jagger quem tocou guitarra-base nessa música".

## Faixas
Todas as músicas são de autoria de Mick Jagger e Keith Richards, exceto onde indicado.
| Lado 1 |                                              |         |  |
| N.º    | Título                                       | Duração |  |
| 1.     | "Brown Sugar"                                | 3:48    |  |
| 2.     | "Sway"                                       | 3:52    |  |
| 3.     | "Wild Horses"                                | 5:41    |  |
| 4.     | "Can't You Hear Me Knocking"                 | 7:15    |  |
| 5.     | "You Gotta Move" (Fred McDowell, Gary Davis) | 2:32    |  |

| Lado 2 |                                                           |         |  |
| N.º    | Título                                                    | Duração |  |
| 6.     | "Bitch"                                                   | 3:37    |  |
| 7.     | "I Got the Blues"                                         | 3:53    |  |
| 8.     | "Sister Morphine" (Jagger, Richards e Marianne Faithfull) | 5:31    |  |
| 9.     | "Dead Flowers"                                            | 4:04    |  |
| 10.    | "Moonlight Mile"                                          | 5:57    |  |

## Paradas
| Ano  | Parada        | Posição |
| ---- | ------------- | ------- |
| 1971 | Billboard 200 | 1       |

## Músicos
The Rolling Stones
- Mick Jagger - vocal guitarra acústica e elétrica, percussão
- Keith Richards - backing vocal, guitarra e violão
- Mick Taylor - guitarra, violão e slide guitar
- Charlie Watts – bateria
- Bill Wyman - baixo e piano

Músicos adicionais
- Ian Stewart - piano
- Paul Buckmaster - string arrangement
- Ry Cooder - slide guitar
- Jim Dickinson - piano
- Rocky Dijon - congas
- Nicky Hopkins - piano
- Bobby Keys - saxofone
- Ronnie Lane - vocal
- Jimmy Miller - percussão
- Billy Nicholls - Vocal
- Jack Nitzsche - piano
- Billy Preston - órgão
- Jim Price - trompete, piano
- Pete Townshend - vocal